# Talas
Talas (kirgiski: Талас) je grad u Kirgistanu u središnjoj Aziji. Administrativno je i gospodarsko središte Talaske oblasti u sjeverozapadnom Kirgistanu.

## Povijest
Gospodarstvo Talasa tradicionalno je orijentirano prema grada Tarazu u današnje Kazahstanu. Talaska dolina je pretrpjela ozbiljne štete zbog strogih graničnih kontrola uvedenih od strane Kazahstana nakon propasti Sovjetskog Saveza. Veze s ostalim dijelovima Kirgistana su ograničene i otežane zbog visokih planina. Put do Biškeka i ostatka zemlje uzdiže se na visine veće i od 3.500 metara nadmorske visine iznad prijevoja Ötmök koji je zatvoren u zimskim mjesecima.

## Demografija
Prema popisu stanovništva iz 2009. godine u gradu živi 32.886 stanovnika, što je za 300 stanovnika više nego prema popisu iz 1999. godine.
Etnički sastav grada:
- Kirgizi - 29.288 (88.9%)
- Rusi - 2.127 (6,6%)
- Uzbeci - 435  (1,3%)
- Ukrajinci - 239  (0,7%)
- Nijemci - 214 (0,6%)
- Turci - 158 (0,5%),
- Kazasi - 155 (0,5%)[1]

## Vanjske poveznice
- Vijesti iz Talasa  Arhivirana inačica izvorne stranice od 27. ožujka 2010. (Wayback Machine)
- Informacije o Talasu